# Nintendo Seal of Quality

Le Nintendo Seal of Quality des régions NTSC.

Le Nintendo Seal of Quality des régions PAL.

Le Nintendo Seal of Quality est un sceau doré, utilisé pour la première fois par Nintendo of America en 1988 et adopté plus tard par Nintendo of Europe, qui est placé sur n'importe quel jeu ou accessoire licencié pour l'usage sur une de leurs consoles de jeux vidéo, dénotant que le jeu a été correctement licencié par Nintendo. Le sceau représente une étoile d'or, qui indique à l'intérieur « Original Nintendo Seal of Quality » pour les régions PAL et juste « Official Nintendo Seal » pour les régions NTSC. L'étoile est circulaire pour les régions PAL telles que l'Europe et l'Australie, alors qu'elle est en forme d'ellipse pour les régions NTSC. Sur les cartouches de jeu Nintendo japonaises aucun symbole de garantie n’est présent.